# Rio Opava

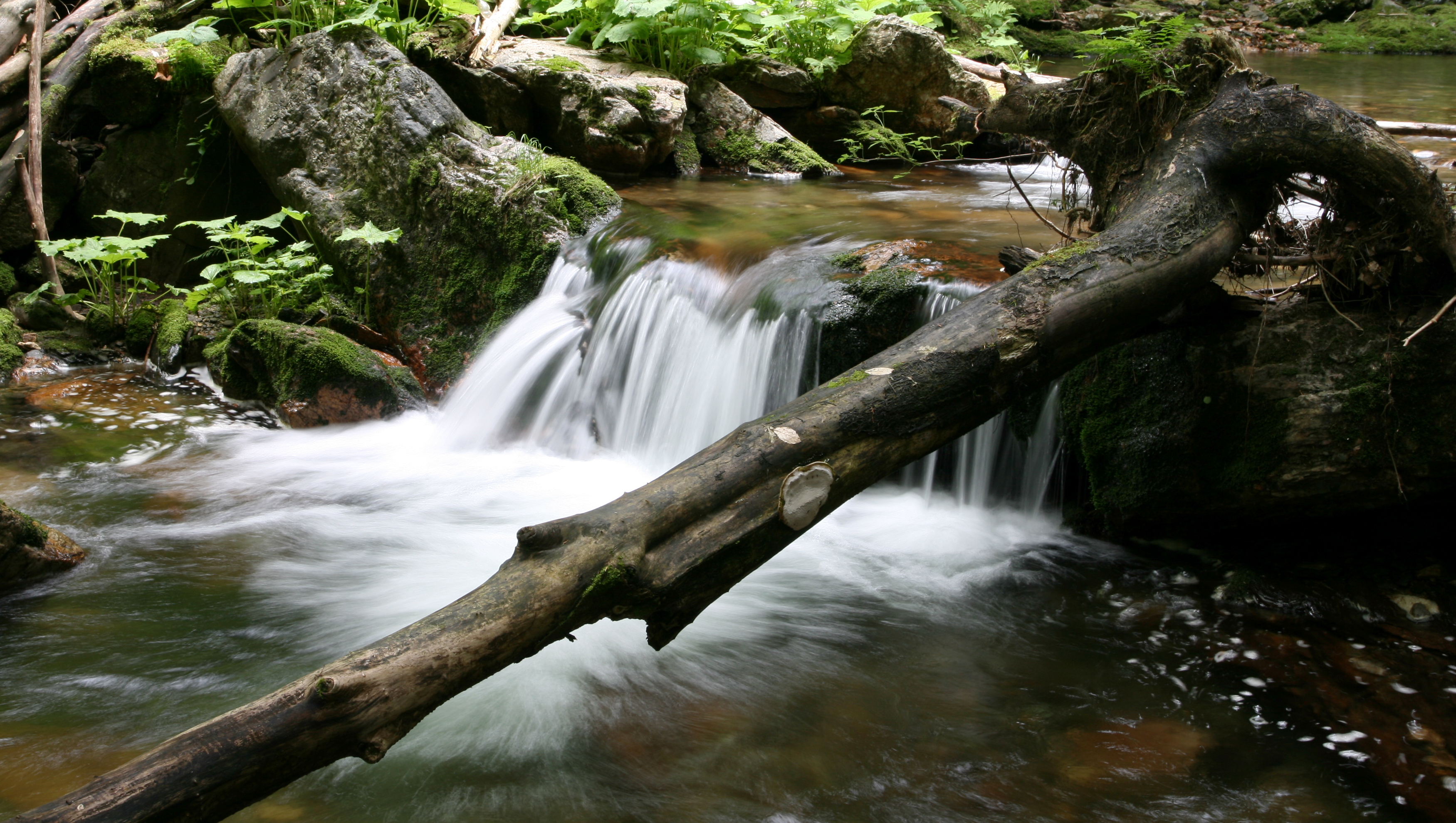
Rio Opava

O rio Opava é um rio localizado no nordeste da República Checa, afluente do rio Oder. Este rio origina-se na confluência dos rios Bílá Opava, Strední Opava e Cerná Opava, na cidade de Vrbno pod Pradědem e corre por 119 km até se encontra com o rio Oder, na Ostrava, sendo que dos 119 km, 25km[carece de fontes?] fazem parte da linha fronteiriça entre a República Checa e a Polónia.

## História
Depois das Guerras da Silésia, o rio Opava no Ducado de Troppau, pelos termos do Tratado de Breslau, tornou-se parte da fronteira entre a Áustria e o Reino da Prússia. Depois da Primeira Guerra Mundial a demarcação da linha fronteiriça ficou confirmada pelo Tratado de Saint-Germain-en-Laye de 1919 como sendo a fronteira entre a Checoslováquia e a Segunda República Polaca.[carece de fontes?]
Sobre o rio encontra-se uma ponte, declarada como monumento cultural, que data da Segunda Guerra Mundial.

## Cidades
- Vrbno pod Pradědem
- Krnov[3]
- Opava[4]
- Kravaře
- Ostrava[1]